# Academy of St Martin in the Fields

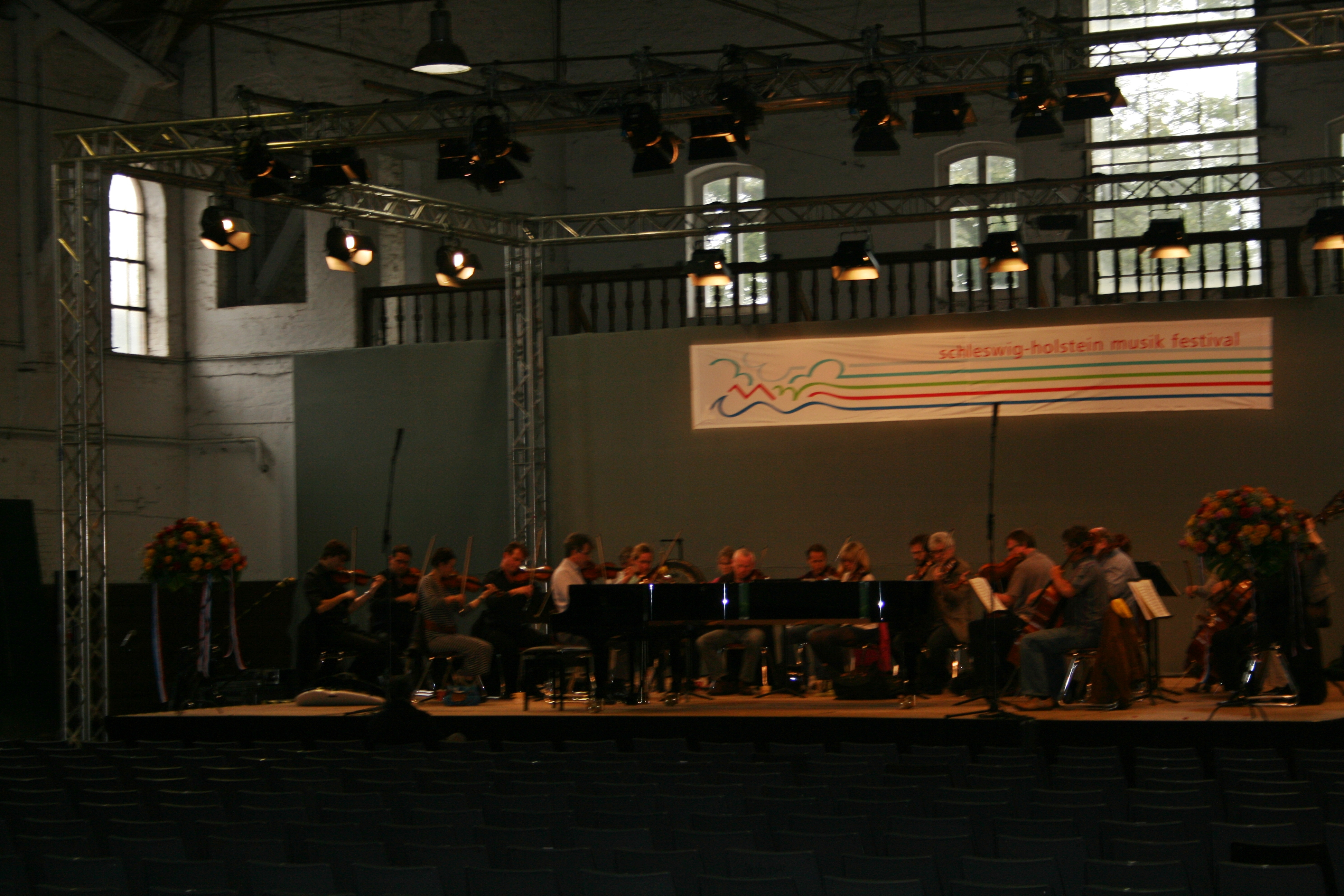
Academy of Saint Martin in the Fields repeterar i gamla ridhallen i Elmshorn i samband med Schleswig-Holsteins musikfestival (2011).

The Academy of St Martin in the Fields är en engelsk kammarorkester.
Orkestern grundades i London av sir Neville Marriner och gav sin första konsert 1959. Till en början framträdde de i kyrkan St Martin-in-the-Fields nära Trafalgar Square i City of Westminster, London, England. Den var till en början en stråkensemble som spelade utan dirigent och spelade en viktig roll i det återuppväckta intresset för barockmusik.